# Апостолу, Электра
Эле́ктра Апосто́лу (греч. Ηλέκτρα Αποστόλου, 20 февраля 1912 — 25 июля 1944) — греческая революционерка, член Коммунистической партии Греции, участница движения Сопротивления.

## Биография
Родилась в Афинах, в состоятельной мелкобуржуазной семье, из-за чего, несмотря на балканские войны, её детство прошло в достатке. Училась в немецкой элитной школе.
В тринадцать лет познакомилась с членами Союза коммунистической молодёжи, в четырнадцать — организовала в школе «общество помощи жертвам диктатуры Пангалоса».
В годы тройной, германо-итало-болгарской оккупации Греции (1941—1944) стала членом первой редакции официального органа Единой Всегреческой Организации Молодёжи (ЭПОН), газеты «Новое Поколение». Кадровый работник ОКНЭ и КПГ.
23 июля 1944 г. ее схватили сотрудники специальной службы асфалии; они привезли ее в свое логово на улице Элпидас. Там ее подвергли ужасным пыткам кровожадные палачи Ламбру, Катрефтис и Морфис. Однако им так и не удалось вырвать у нее ни слова. Последними ее словами были: «Люди, если вы греки, не сдавайтесь — боритесь! Красная Армия, народы победят...»
Изуродованное и полуобожженное тело Электры было обнаружено на одной из афинских улиц 26 июля.